# Лисівці
Лисівці́ — село в Україні, у Товстенській селищній громаді Чортківського району Тернопільської області. Розташоване на правому березі річки Серет, в центрі району. До 2020 центр сільради.
Населення — 1724 особи (2025).

## Географія
Селом тече струмок Біла Криниця.

## Історія
Поблизу Лисівців виявлено археологічні пам'ятки трипільської та давньоруської культур.
Знайдено два срібних динарії імператорів Адріана і Марка Аврелія (161—180). Давньоруське поселення виявлене випадково під час земляних робіт. Також є давньоруський могильник із підплитовими похованнями.
Перша писемна згадка — 1418.
Згідно поборового реєстру Подільського воєводства 1565—1566 років власником села був шляхтич Миколай Язловецький-Монастирський, у селі була православна церква.
Діяли «Просвіта», «Луг», «Сільський господар» та інші товариства.
12 червня 2020 року, відповідно до розпорядження Кабінету Міністрів України № 724-р «Про визначення адміністративних центрів та затвердження територій територіальних громад Тернопільської області» увійшло до складу Товстенської селищної громади.
19 липня 2020 року, в результаті адміністративно-територіальної реформи та ліквідації Заліщицького району, увійшло до складу новоутвореного Чортківського району.

## Населення

### Мова
Розподіл населення за рідною мовою за даними перепису 2001 року:
| Мова       | Відсоток |
| ---------- | -------- |
| українська | 99,85%   |
| російська  | 0,15%    |

## Релігія
- церква Покрови Пресвятої Діви Марії (1911, кам'яна; збережена ікона Покрови Пречистої Діви Марії 17 ст.);
- капличка з «фігурою» Матері Божої з рельєфами св. Іоана й Антонія (1990),
- руїни костьолу Пресвятого Серця Господа Ісуса (1887).

## Пам'ятки
На околиці Лисівців споруджено 2 братські могили воїнів РА, які загинули в боях за село під час німецько-радянської війни (1966). У селі похований радянський воїн Василь Петрович Клименко, який 11 квітня 1944 р. загинув у боротьбі проти гітлерівців за визволення села. На могилі встановлений пам'ятник — прямокутний обеліск, у нижній частині якого меморіальна дошка у вигляді прапора. На ній напис. Вище — фото воїна.
Також є пам'ятники полеглим ІІ світовій війні воїнам-односельцям та І. Франку (обидва — 1967), могила поручника УГА К. Утриска, встановлено пам'ятні хрести на честь скасування панщини (відновлено 1992), від природних стихій (1929), насипана символічна могила УСС (1991).

## Соціальна сфера
Діють загальноосвітня школа І-ІІІ ступенів, Будинок культури, бібліотека, ФАП, відділення зв'язку, краєзнавчий музей, торговельні заклади.

## Відомі люди

### Народилися
- Конет Іван Михайлович (* 1951) — доктор фізико-математичних наук, професор, заслужений діяч науки і техніки України, дійсний член АНВШ України.
- Михайло Николайчук (нар. 1946) — живописець, грофік.
- Петро Пастух (1908—1941) — священник УГКЦ, жертва радянських репресій, слуга Божий.
- Євген Храпливий — доктор економічних наук
- Зіновій Храпливий — вчений у галузі фізики
- Юрчишин Ганна Степанівна (нар. 1941) — депутат Верховної Ради УРСР у 1975—1990 роках (9-го, 10-го та 11-го скликання), Герой соціалістичної праці.

### Проживали, перебували
- Микола Бойчук — заможний селянин, посол Галицького сейму 3-го скликання.[8]

## Галерея

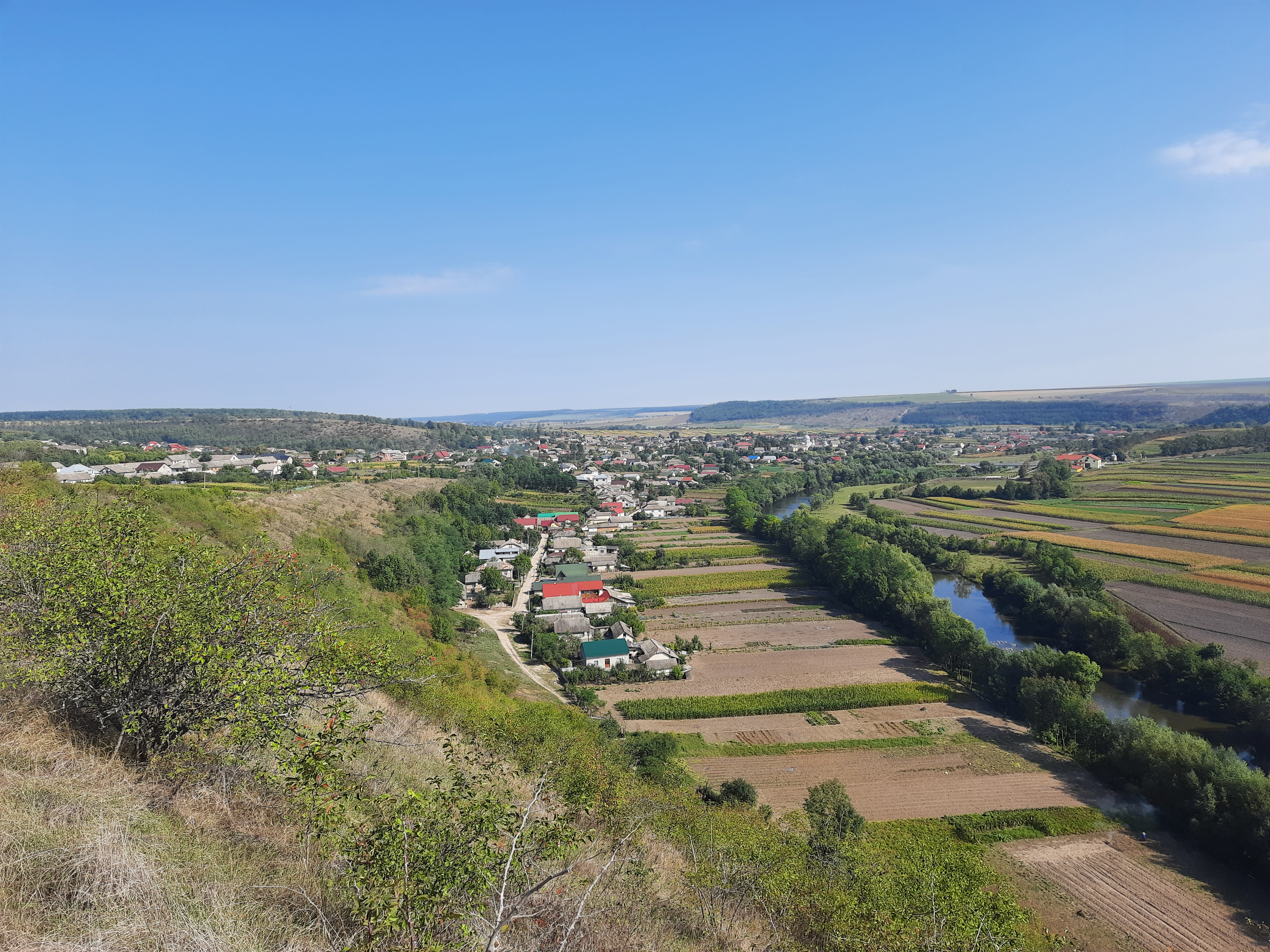
Панорама села
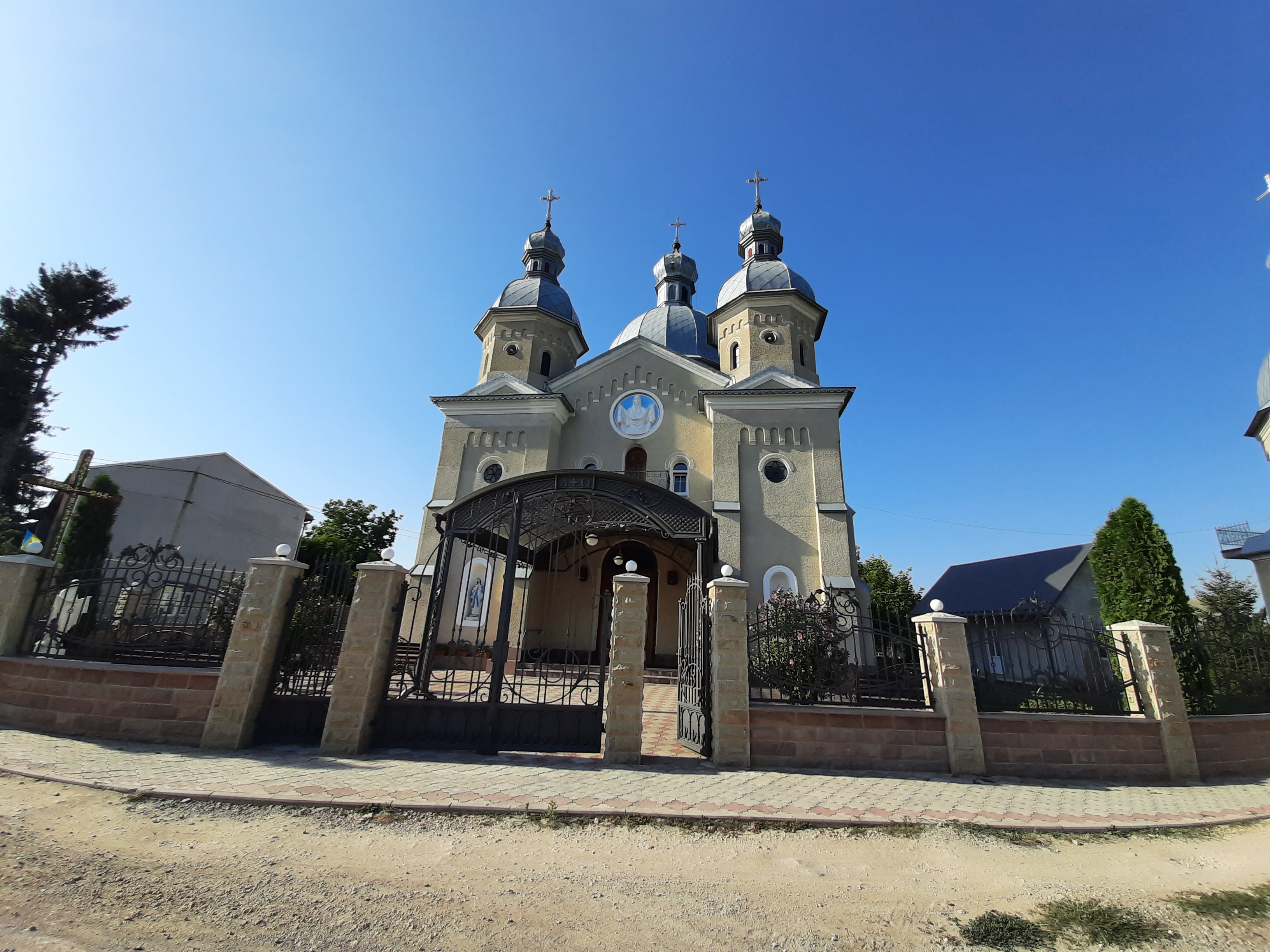
Церква Покрови Пресвятої Діви Марії (1911)
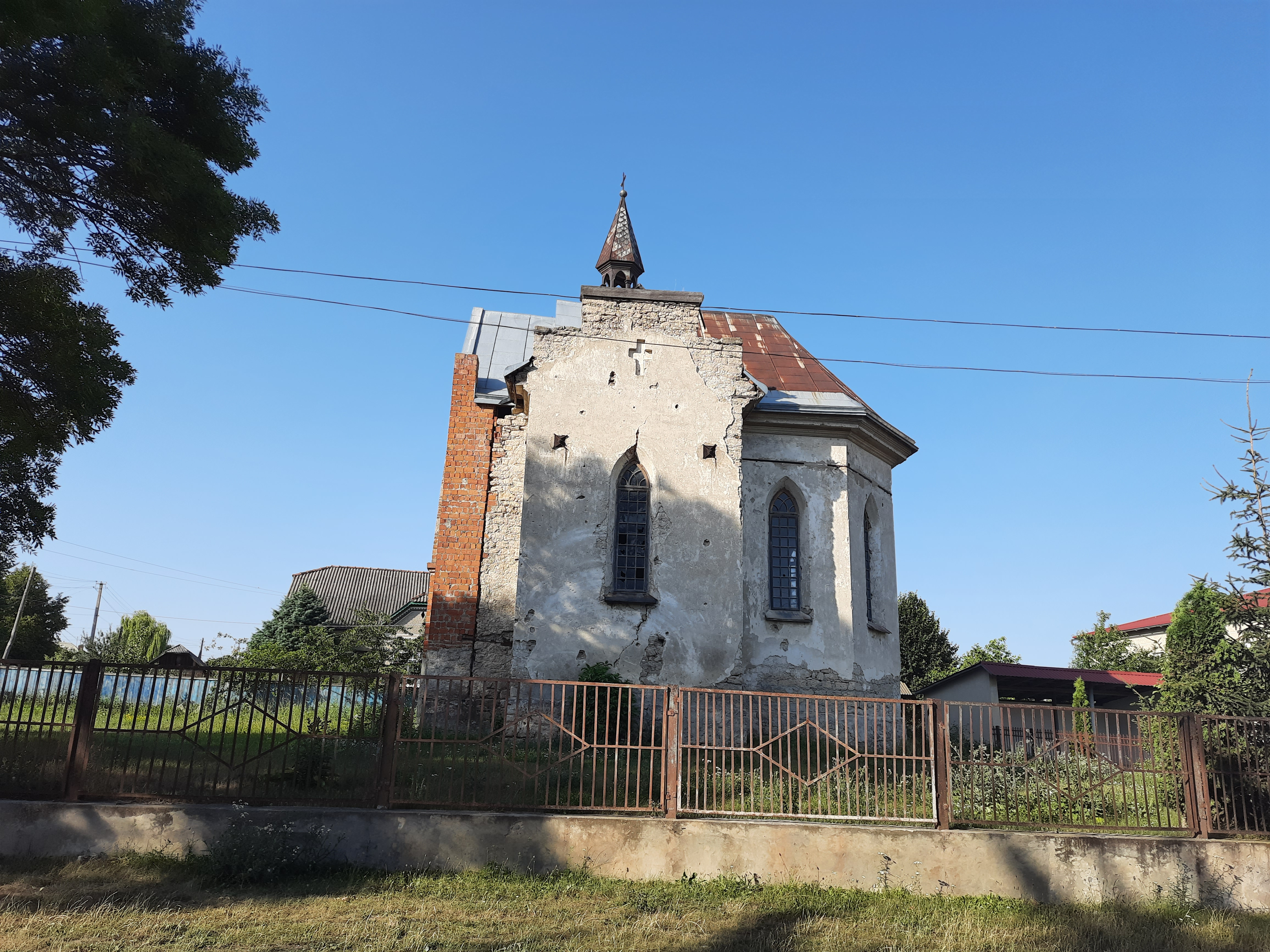
Костел (1887)